# Nannotettix spissus
Nannotettix spissus är en insektsart som beskrevs av Brunner von Wattenwyl 1895. Nannotettix spissus ingår i släktet Nannotettix och familjen vårtbitare. Inga underarter finns listade i Catalogue of Life.